# Ifjú Kelet
Ifjú Kelet (1922. február–1922. március) havonta megjelenő zsidó ifjúsági folyóirat. Székhely: Kolozsvár. Antal Márk, Déznai Viktor és Hegedűs Árpád közreműködésével Fürst Oszkár szerkesztésében jelent meg. Mint a Tarbut (Kultúra) iskolák sokszorosított ifjúsági közlönyének folytatása az volt a célkitűzése, hogy kapcsolatot teremtsen a különböző városokban, ill. iskolaközpontokban szétszórt mindkét nembeli zsidó fiatalok között, s a zsidó műveltség értékeit és az egzakt tudományok eredményeit bemutatva segítségükre legyen egyéniségük kialakításában. Az ismertebb romániai zsidó írók és szakemberek közül Giszkalay János, Hamburg József, Kaczér Illés, Sas László, Szabó Imre és Újvári Péter tartoztak a harminckét oldalas folyóirat munkatársai közé.